# Chronostasis
Als Chronostasis (von griechisch χρόνος, chrónos, „Zeit“ und στάσις „Stauung“, „Stockung“) wird die Wahrnehmungstäuschung bezeichnet, dass der erste Sinneseindruck nach einer Augenbewegung subjektiv verlängert erscheint. Am bekanntesten ist dabei der Eindruck, dass beim Betrachten einer Uhr die erste Sekunde länger erscheint als die folgenden.
Untersuchungen haben gezeigt, dass diese Illusion wahrscheinlich dadurch erzeugt wird, dass das Gehirn trotz der schnellen Augenbewegungen (Sakkaden) ein kontinuierliches Wahrnehmungserleben konstruiert, indem es die Wahrnehmung zeitlich über die Augenbewegung verlängert. Obwohl dieser Effekt bei jeder Augenbewegung auftritt, wird er nur bei Betrachtung eines äußeren Zeitgebers bewusst.
Der Effekt ist nicht nur auf die visuelle Wahrnehmung beschränkt, sondern tritt auch beim Hören auf.